# María Goyri
María Amalia Vicenta Goyri (en basque Maria Goiri), née à Madrid le 29 août 1873 et morte dans cette même ville le 28 novembre 1954, est une écrivaine de la Génération de 14, universitaire et philologue espagnole, originaire d'une famille basque.
Elle fait partie de l'avant-garde des défenseuses des droits de la femme.

## Biographie
María Goyri est née le 29 août 1873 à Madrid. Elle est la fille d'Amalia Goyri, mère célibataire de Deusto, à Bilbao, et fait partie de la famille de l'écrivaine María Teresa León.
Sa mère, femme de caractère très cultivée, éduque María en dehors des conventions sociales assignées aux femmes à l'époque. Elle fréquente, parmi ses amies, la jeune María Lejárraga.
À 16 ans, María étudie à la Faculté de Philosophie et de Lettres (1891-1892), ce qui est exceptionnel pour les femmes dans les universités européennes d'alors. Elle obtient son premier diplôme en 1896. Elle rencontre Ramón Menéndez Pidal dans une conférence donnée par Marcelino Menéndez y Pelayo et l'épouse en 1900. Elle obtient son doctorat en 1909. Sa thèse est consacrée à Lope de Vega.
En 1916, elle s'engage dans le domaine de la protection de l'enfance pour éviter que les mineurs délinquants de moins de 16 ans soient envoyés en prison. De 1916 à 1920, elle enseigne la littérature à la Residencia de Señoritas, créée en 1918. Avec Maria de Maeztu, elle rédige notamment les programmes d'enseignement de l'espagnol pour les jeunes élèves de huit à dix ans. Elle est également professeure à l'Institution libre d'enseignement.

### Guerre d'Espagne et après-guerre
Lorsque la guerre éclate, María Goyri et Ramón Menéndez Pidal sont dans leur maison de campagne de San Rafael (Ségovie) avec leur famille, dans une zone contrôlée par les nationalistes de Franco. Ils réussissent à rejoindre Madrid, puis rejoignent Valence en septembre 1936.
Devant l'avancée des troupes franquistes, la famille fuit vers les États-Unis, puis se réfugie en France. Ils rentrent en Espagne à la fin de la guerre où ils poursuivent leurs activités professionnelles. María Goyri se consacre jusqu'à la fin de sa vie à la recherche littéraire.
Elle meurt à Madrid le 28 novembre 1954. Elle reste une figure des droits des femmes et de nombreuses communes espagnoles ont nommé une rue en sa mémoire.

## Œuvre
- « Lo que piensan las mujeres de su educación. Una información », Escuela Moderna, vol. III (1893), no 23, p. 82-86 [ap. C. Flecha].
- « Crónicas femeninas », Revista Popular, vol. I, no 16-XII (1898) et no 30-XII (1898) [ap. J. Caso].
- Plusieurs articles sur El Conde Lucanor, dans Revue Hispanique (1899)
- « El próximo Congreso Feminista », Boletín de la Institución Libre de Enseñanza, vol. XXIII (1899), no 470 (31 mai), p. 131-133.
- Romania (1900).
- « Romance de la muerte del Príncipe D. Juan » dans The Bulletin Hispanique, volume IV (1902).
- « Romances que deben buscarse en la tradición oral » dans Revista de Archivos, Bibliotecas y Museos (1907).
- « La difunta pleiteada en la literatura española: estudio de literatura comparada » dans Revista de Archivos (1909).
- La difunta pleiteada, Madrid : T. Fortanet, 1909 (essai).
- Fábulas y cuentos en verso (sélection et notes), Madrid : Instituto-Escuela, Junta de ampliación de estudios, 1922 (contes).
- Don Juan Manuel y los cuentos medievales, Madrid : Instituto Escuela, 1936 (essai).
- De Lope de Vega y del Romancero, Saragosse : Librería General, 1953 (essai).
- Los romances de Gazul, El Colegio de México, Harvard University, 1953.
- Romancero tradicional de las lenguas hispánicas, Madrid : Gredos, 1957.